# Matalbaniega
Matalbaniega es una localidad de la provincia de Palencia (Castilla y León, España) que pertenece al municipio de Aguilar de Campoo.

## Geografía
Está a una distancia de 6.9 kilómetros de Aguilar de Campoo, la capital municipal, en la comarca de la Montaña Palentina.

## Demografía
Evolución de la población en el siglo XXI
| Gráfica de evolución demográfica de Matalbaniega entre 2000 y 2020 |
|                                                                    |
| Población de derecho (2000-2020) según el padrón municipal del INE |

## Historia
Esta localidad, cuyo topónimo (en origen Mata Lebaniega) parece hacer referencia al origen de sus repobladores en la zona de Liébana (Cantabria), aparece con cierta frecuencia entre la documentación del monasterio de Santa María la Real de Aguilar. En época medieval su actividad económica es predominantemente pastoril-ganadera, controlada principalmente por el citado monasterio. En el libro Becerro de 1351-52, Matalbaniega aparece como lugar de abadengo perteneciente al abad de Aguilar y la abadesa de San Andrés de Arroyo, a excepción de un solar que pertenecía a Don Tello.
A la caída del Antiguo Régimen la localidad se constituye en municipio constitucional, denominado Mata Albaniega, que en el censo de 1842 contaba con 6 hogares y 31 vecinos, para posteriormente integrarse en Matamorisca, junto con Corvio, Cenera de Zalima, Quintanilla de Corvio y Villanueva del Río Carrión. 
Posteriormente cambió el nombre del municipio por el de Cenera de Zalima, y cuando este pueblo fue sumergido por el Pantano de Aguilar, por el nombre de Corvio. Poco después todos ellos fueron anexionados a Aguilar de Campoo.

## Patrimonio
- Iglesia de San Martín: La iglesia de San Martín constituye uno de los mejores ejemplos del conjunto denominado como 'Románico Norte', que engloba el área norte de las provincias de Palencia y Burgos, así como el Sur de la comunidad de Cantabria. Se trata de un espléndido ejemplar del románico rural, datado en el siglo XII, y cuyo origen probablemente esté ligado al de un monasterio hoy desaparecido. El templo conserva dos portadas y posee una interesante escultura en la que destacan sus capiteles y su colección de más de 70 canecillos.[5]